# Buenavista (Agusan del Norte)
Buenavista (Bayan ng Buenavista) är en kommun i Filippinerna. Kommunen ligger på ön Mindanao, och tillhör provinsen Agusan del Norte. Folkmängden uppgår till 61 614 invånare år 2015.

## Barangayer
Buenavista är indelat i 25 barangayer.
| - Abilan - Agong-ong - Alubijid - Guinabsan - Macalang - Malapong - Malpoc - Manapa - Matabao - Poblacion 1 - Poblacion 2 - Poblacion 3 - Poblacion 4 | - Poblacion 5 - Poblacion 6 - Poblacion 7 - Poblacion 8 - Poblacion 9 - Poblacion 10 - Rizal - Sacol - Sangay - Talo-ao - Lower Olave - Simbalan |